# هوراسيو فاسكيز
هوراسيو فاسكيز (بالإسبانية: Horacio Vásquez) (و. 1860 – 1936 م) هو سياسي من جمهورية الدومينيكان .